# Blackmail (pel·lícula de 1939)
Blackmail és una pel·lícula de drama criminal estatunidenca de 1939 dirigida per H.C. Potter i protagonitzada per Edward G. Robinson, Ruth Hussey i Gene Lockhart.

## Argument
John Ingram, un exitós bomber d'un camp petrolier, és realment un fugitiu d'una cadena de presidiaris. Algú fora del seu passat el troba.

## Repartiment
- Edward G. Robinson com John R. Ingram / John Harrington
- Ruth Hussey com Helen Ingram
- Gene Lockhart com William Ramey
- Bobs Watson com Hank Ingram
- Guinn Williams com Moose McCarthy
- John Wray com Diggs
- Arthur Hohl com Rawlins
- Esther Dale com Sarah
- Frank Darien com vigilant (sense acreditar)
- Robert Homans com Cooper (sense acreditar)
- Ethan Laidlaw com treballador (sense acreditar)
- Harry Tenbrook com camioner (sense acreditar)